# 羽田春兔
羽田 春兔（はねだ はると、1915年5月12日 - 1995年7月1日）は、昭和時代から平成時代の医師。医学博士（北海道大学、1948年）。13代日本医師会会長。

## 人物
1915年（大正4年）、長崎県に生まれる。1939年、北海道帝国大学医学部卒業。1948年（昭和23年）、東京都大田区に内科医院を開業。1983年（昭和58年）、東京都医師会会長。1984年（昭和59年）、第12代日本医師会会長花岡堅而の再選を阻んで、第13代日本医師会会長に就任。